# Love Mode
Love Mode (яп. ラブモード рабу мо:до, неоф. рус. «Способ любить») — манга в жанре яой авторства Юки Симидзу. Манга считается классикой жанра яой, была издана компанией Biblos, а по сериям выходила в журнале BexBoy. Всего было напечатано 11 томов и три дополнительные истории. Английская лицензия манги принадлежит компании BLU.

## Сюжет
Все сюжетные истории Love Mode каким-либо образом связаны с Blue Boy (B&B), агентством знакомств для богатых и влиятельных мужчин. Оно принадлежит семье Аоэ и в данный момент его владелец — Рэйдзи Аоэ. Это заведение с хорошей репутацией, работающее очень квалифицированно. Сотрудники — прекрасные и талантливые молодые люди, делящиеся на категории «сэмэ» и «укэ» и имеющие ранг соответственно своим способностям (и цене). Они занимаются всеми видами обслуживания, начиная с эскорта и заканчивая осуществлением сексуальных фантазий клиента. Происходит множество любовных историй между работниками Blue Boy, клиентами, владельцем и их друзьями.
Всё началось, когда Кацура Такамия решил попросить своего друга Рэйдзи Аоэ о маленькой услуге. Он захотел встретиться с № 1 Blue Boy — Идзуми Янасэ. Но, к счастью для него, по ошибке он провёл вечер с другим Идзуми, который в тот момент всего лишь ждал девушку.

## Персонажи
Идзуми Сакасита (яп. 坂下 和泉 Сакасита Идзуми) — самый обычный парень. Вначале истории предстает как обычный гетеросексуальный парень, абсолютно гармонично и счастливо живущий в благополучной, вполне обеспеченной семье. Но однажды оказывается ввязанным в нелепую ситуацию: он собирался на свидание вслепую с девушкой, но прямо перед ним в аварию попал парень, выронивший розу. Идзуми поднял розу, чтобы рассмотреть её поближе. Вскоре к нему подошёл мужчина по имени Такамия и сказал, что именно Идзуми должен идти на свидание с ним. Вначале Идзуми отказывался, но когда узнал, что этот Такамия сводит его на ипподром, то передумал. В ресторане Изуми выпил лишнего и отключился, а очнулся в постели с Такамией.
Кацура Такамия (яп. 高宮 桂 Такамия Кацура) — 28-летний парень. Встречает Идзуми вместо Идзуми Янасэ, но затем влюбляется в него. Очень вежливый и сдержанный. Познакомился с Рэйдзи в английском колледже.
Рэйдзи Аоэ (яп. 蒼江 怜二 Аоэ Рэйдзи) — хозяин Blue Boy. Исключительно замкнутый, скрытный и расчетливый мужчина, таким он кажется вначале. Трудное детство потеря матери и тирания деспотичного отца наложило существенный отпечаток на его характер и нрав. Будучи отпрыском богатой семьи, он привык получать все, что пожелает. Однако по мере развития сюжета автор раскрывает в герое такие качества, как мужество, самопожертвование, способность на глубокие бескорыстные чувства. В его прошлом есть тайна, связанная с потерей дорогого и близкого человека, которая делает его отстраненным и холодным по отношению к людям. Но встреча с Наоей полностью меняет не только его жизнь, но и мировоззрение.
Наоя Сиракава (яп. 白河直也 Сиракава Наоя) — сирота, потерявший родителей и воспитывающийся приемной семьей. Его жизнь и так не легкая стала ещё хуже, когда приемные родители попросили его навсегда покинуть их дом. Вынужденный зарабатывать на жизнь, он брался за любую, пусть даже самую худшую работу, в результате чего подорвал себе здоровье. Случайная встреча с Рэйдзи Аоэ стала для него подарком судьбы. Подобравший его сначала из жалости Рэйдзи вскоре привязался к нему, а после начал ощущать и более глубокие чувства. Сам Наоя, долгие годы лишенный ласки, сначала чурался внимания, которое ему оказала семья Аоэ. Но после его благодарность переросла в обожание, а узнав, что эти чувства взаимны, он и вовсе посчитал себя самым счастливым человеком.
Киити Аоэ (яп. 蒼江 葵一 Аоэ Киити) — старший брат Рэйдзи, переживший ещё более суровое детство, чем он. Женская красота, передавшаяся ему от матери, сделала его игрушкой в руках отца, готового торговать им ради своей выгоды. От полного отчаяния его спасли умение абстрагироваться от окружающей его страшной действительности и появление в доме в качестве его телохранителя Харуоми Касимы. Дружба между мальчика вскоре переросла в истинную любовь, которая связала их на всю оставшуюся жизнь. В течение всего повествования они остаются стабильной парой, живущей своей маленькой, но крепкой семьей.
Харуоми Касима (яп. 鹿島 晴臣 Касима Харуоми, настоящее имя — Тьен Шуэ) — в начале истории он выступает правой рукой, телохранителем и любовником Киити, ничем особо не отличающимся, кроме беспрекословного и немедленного исполнения любой прихоти старшего из братьев Аоэ. Однако по ходу истории многое становится ясно о нем. Постепенно раскрываются факты из его прошлого, подробности отношений с братом-близнецом, жертвы, на которые он готов был пойти и шёл ради спасения жизни и чести Киити. Постепенно Харуоми из безличного второстепенного персонажа превращается в одно из действующих лиц истории.